# Sulfur de coure(I)
El sulfur de coure(I) o sulfur cuprós és un sulfur de coure, un compost químic de coure i sofre. Té la fórmula Cu₂S. Es troba en la natura en el mineral calcocita. Té un estret rang estoiquimètric des de Cu1.997S a Cu2.000S.

## Preparació i reaccions
Cu₂S pot ser preparat escalfant coure en vapor de sofre o H₂S. La reacció de pols de coure en sofre fos produeix ràpidament Cu₂S, mentre que els grànuls de coure requereixen una temperatura molt més alta.
Cu₂S reaccciona amboxigen per formar SO₂:
2 Cu₂S + 3 O₂ → 2 Cu₂O + 2 SO₂

## Estructura
Hi ha dues formes de Cu₂S: una forma monoclínica a baixa temperatura ("low-chalcocite") la qual té una estructura complexa amb 96 àtoms de coure en la cel·la i una forma hexagonal estable per sobre de 104 °C.